# Le Moulin de Dedham
Le Moulin de Dedham (en anglais Dedham Mill') est un tableau du peintre romantique britannique John Constable. Il a été peint en 1820. Il s'agit d'une huile sur toile de 53,7 x 76,2 cm. Elle est conservée au Victoria and Albert Museum de Londres.
Constable a peint ce moulin, qui a appartenu à son père, à trois reprises entre 1818 et 1820. Constable a travaillé ici durant son enfance.